# 1905 au Nouveau-Brunswick
Chronologie du Nouveau-Brunswick
- 1901
- 1902
- 1903
- 1904
- 1905
- 1906
- 1907
- 1908
- 1909

Cette page concerne des événements d'actualité qui se sont produits durant l'année 1905 dans la province canadienne du Nouveau-Brunswick.

## Événements
- Le journal L'Évangéline, fondé le 23 novembre 1887 à Digby, en Nouvelle-Écosse, déménage à Moncton.

## Naissances
- 18 mars : Alfred Bailey, anthropologue, ethnologue, historien et poète
- 25 mars : Camille Bordage, homme d'affaires et homme politique
- 1er avril : Norbert Robichaud, prêtre
- 30 avril : John Peters Humphrey, avocat
- 29 septembre : Joseph Fournier, député, ministre et sénateur

## Décès
- 7 mai : George McLeod, député.
- 20 août : David Wark, député, ministre et sénateur.